# Кристоф Лапорт
Кристоф Лапорт (фр. Christophe Laporte; Ла Сен сир Мер, 11. децембар 1992) француски је професионални бициклиста који тренутно вози за UCI ворлд тур тим — Визма—лејз а бајк. Освојио је по једном Гран при де Валоније, Денмарк рунт, Гент—Вевелгем, Дварс дор Фландерен и златну медаљу на Европском првенству у друмској вожњи, а такође је освојио сребрну медаљу на Свјетском првенству и бронзану на Олимпијским играма у друмској вожњи. Остварио је једну етапну побједу на Тур де Франсу.
Каријеру је почео 2014. а током 2015. остварио је прву побједу у каријери. Године 2016. је возио своју прву гранд тур трку — Тур де Франс, док је 2017. освојио Тур де Венде класик. Године 2018. остварио је шест побједа, а 2019. је освојио Етоил де Бесеж трку, уз освојену класификацију по поенима и двије етапне побједе.
Током 2020. није остварио ниједну побједу, а 2021. је освојио класике Гран при де Валоније и Сиркуит де Валоније. Године 2022. прешао је у тим Јумбо—визма, а исте сезоне освојио је Бинш—Шиме—Бинш и Денмарк рунт трке, остварио је етапну побједу на Тур де Франсу и завршио је на другом мјесту на Свјетском првенству у друмској вожњи. Године 2023. освојио је Гент—Вевелгем, Дварс дор Фландерен и Европско првенство у друмској вожњи, док је 2024. возио Ђиро д’Италију по први пут и освојио је бронзану медаљу на Олимпијским играма у друмској вожњи.

## Дјетињство и јуниорска каријера
Од почетка јуниорске каријере такмичио се у брдском бициклизму, али се разочарао у њега и 2011. је почео да се такмичи у друмском, са 19 година, у тиму Ероас. Током прве сезоне остварио је двије етапне побједе на трци Тур де Корз и освојио је регионално првенство Азурне обале у двије категорије, за елитне возаче и наде.
Године 2012. прешао је у тим Екс ен провенс, а током прве сезоне у тиму остварио је етапне побједе на Тур д’Оверња и Тур Мозеле тркама. Захваљујући добрим резултатима, у току сезоне је прешао у континентални тим Ла пом Марсеј, гдје је возио као стажер. Године 2013. се вратио у Екс ен провенс, а током сезоне је освојио Трку Тур ди Кантон де Сен Серс и завршио је Коте Пикарде на шестом мјесту. Учествовао је на Медитеранским играма, гдје је освојио сребрну медаљу у друмској вожњи, изгубивши од Николе Руфонија у спринту.

## Професионална каријера

### 2014—2015.
Професионалну каријеру почео је 2014. године, у тиму Кофидис. Сезону је почео на Тропикале Амиса Бонго трци, коју је завршио на 40 мјесту у генералном пласману. У априлу је возио Париз—Рубе, који је завршио на 103 мјесту, преко 13 минута иза Никија Терпстре. Ла Руе Турангеле завршио је на шестом мјесту, 15 секунди иза Анђела Тулка, што му је био најбољи резултат у сезони. Крајем јула је возио Тур де Валоније трку, гдје је трећу етапу завршио на петом мјесту у спринту, у којем је побиједио Хуан Хосе Лобато. Последњу, пету етапу, такође је завршио на петом мјесту у спринту, у којем је побиједио Ђани Мерсман и трку је завршио на 13 мјесту у генералном пласману, 43 секунде иза Мерсмана. У финишу сезоне, класик Бинш—Шиме—Бинш завршио је на 14 мјесту, у групи која је дошла 12 секунди иза Здењека Штибара.
Сезону 2015. почео је на Гран при сајклисте ла Марсељеза класику, гдје је радио за сувозача Кенета Ванбилсена и завршио је на 29 мјесту у спринту, док је Ванбилсен завршио на другом, а побиједио је Пим Лигтхарт. Три дана касније стартовао је Етоил де Бесеж трку, гдје је четврту етапу завршио на другом мјесту у спринту, иза Тонија Галопена. Хронометар на последњој, петој етапи, завршио је на 26 мјесту, 52 секунде иза Боба Јунгелса и трку је завршио на 16 мјесту у генералном пласману, 50 секунди иза Јунгелса. Почетком марта возио је Ле Самин класик. Етикс—Квик-степ је радио на челу и на циљ је дошла мала група. Крис Букманс је почео рано за спринта, за њим су кренули Мерсман и Лапорт и стекли су предност испред осталих возача, али Лапорт није могао да прође и завршио је на трећем мјесту, што му је био први подијум на неком класику. Сезону је наставио на Дридагсе ван вест Фландерен трци, гдје је пролог на отварању завршио на деветом мјесту, 12 секунди иза Антона Воробјева, а трку је завршио на деветом мјесту у генералном пласману, 20 секунди иза Ива Лампара. Крајем марта је возио Милано—Санремо, који је завршио на 129 мјесту, преко 11 минута иза Џона Дегенколба који је побиједио у спринту. У јулу је возио Тур де Франс по први пут, гдје је дошао да ради за Насера Буанија као лид аут возач за спринт. Буани је пао током пете етапе и морао је да напусти трку, након чега је Лапорт био лидер тима за спринт и етапу 15 је завршио на седмом мјесту, а на етапи је побиједио Андре Грајпел. На последњој, етапи 21, у спринту на Јелисејским пољима завршио је на 12 мјесту и Тур де Франс је завршио на 127 мјесту у генералном пласману, скоро четири сата иза Криса Фрума. У септембру је возио Гран при де Валоније класик, гдје је Јенс Дебусхере напао у финишу, што нико није могао да прати. Јан Бакелантс је кренуо за њим, а затим Лапорт, Гаетан Биле и Јеле Ванедерт. Дебусхере је остварио соло побједу, док је Лапорт завршио на трећем мјесту, седам секунди иза. Дана 4. октобра возио је Тур де Венде заједно са Буанијем, који је био највећи фаворит за побједу. Буани је пао у последњем километру, након чега се Лапорт спремао за спринт и побиједио је испред Јаухенија Хутаровича, чиме је остварио прву побједу у каријери. Сезону је завршио недељу дана касније на трци Париз—Тур, коју је завршио на 44 мјесту, 12 минута иза Матеа Трентина.

### 2016—2017.
Сезону 2016. почео је на Трофео плаја де Палма и завршио је на 41 мјесту радећи за Буанија који је завршио на другом мјесту, иза Грајпела. У фебруару је возио Вуелта а Андалузију, гдје је на другој етапи предводио Буанија до последњих 150 метара а затим је и сам наставио да спринта и завршио је на четвртом мјесту, док је Буани побиједио. У марту је возио Милано—Санремо, гдје је отпао током успона Чипреса и завршио је два минута иза Арноа Демара који је побиједио у спринту. Париз—Рубе је завршио на 20 мјесту, шест минута иза прве групе у којој је Метју Хејман побиједио Тома Бонена у спринту. У јулу је возио Тур де Франс, гдје је првобитно требало да буде главни лид аут возач за Буанија, али је неколико дана прије почетка трке објављено да Буани неће возити јер се није опоравио од повреде руке коју је задобио у сукобу у хотелу пред почетак друмске трке на првенству Француске. Прву етапу завршио је на шестом мјесту, након чега је трећу етапу завршио на осмом и шесту на петом мјесту, а на све три је побиједио Марк Кевендиш. Послије брдских етапа, на етапи 11 се очекивало да се за побједу боре спринтери, али су на 12 km до циља напали Петер Саган и Фрум, што су пратили њихови сувозачи Мацјеј Боднар и Герент Томас, који је у финишу отпао. Група је дошла шест секунди иза прве тројице возача и етапу је завршио на петом мјесту, изгубивши у спринту од Алелсандера Кристофа. Етапу 14 је завршио на деветом мјесту, а побиједио је поново Кевендиш, након чега је последњу, етапу 21, завршио на осмом мјесту, а побиједио је Грајпел. На трци Тур ди Поату—Шарант био је умијешан у сукоб са Асбјерном Краг Андерсеном, при чему су оба возача кажњена по један минут у генералном пласману и новчано од 200 швајцарских франака. У финишу сезоне завршио је Париз—Бурж на шестом мјесту у спринту, у којем је Сем Бенет побиједио. Изабран је у састав Француске за друмску трку на Свјетском првенству, гдје су лидери за спринт били Буани и Демар. Првенство није завршио, а најбоље пласирани из тима Француске био је Вилијам Боне који је завршио на осмом мјесту.
Сезону 2017. почео је на Етоил де Бесеж трци, гдје је сваку етапу завршио у првих десет, укључујући и хронометар на последњој етапи, који је завршио на деветом мјесту, 51 секунду иза Галопена и трку је завршио на седмом мјесту у генералном пласману, 59 секунди иза Лилијана Калмежана. Почетком марта возио је Париз—Ницу, гдје је другу етапу завршио на петом мјесту у спринту, у којем је побиједио Сони Колбрели, а трку је напустио током шесте етапе. Сезону је наставио на Милано—Санрему, гдје је завршио на 30 мјесту, у великој групи која је дошла на циљ пет секунди иза прве тројице возача, у којој је Квјатковски побиједио у спринту Сагана и Жилијена Алафилипа. Сезону је наставио на класицима, завршивши Дварс дор Фландерен на 49 мјесту, скоро два минута иза Лампара, а Гент—Вевелгем на 15 мјесту, у групи која је дошла на циљ шест секунди иза Грега ван Авермата. Возио је и Ронде ван Фландерен али га није завршио, док је Париз—Рубе завршио на 39 мјесту, преко пет минута иза Ван Авермата. У јулу је возио Тур де Франс, гдје је радио за Буанија, а добио је прилику да спринта на етапи 16, коју је завршио на петом мјесту, док је побиједио Мајкл Метјуз. У септембру је возио Денмарк рунт, гдје је прву етапу завршио на четвртом мјесту радећи за Буанија који је завршио на другом, у спринту групе која је дошла на циљ седам секунди иза Каспера Педерсена. Последњу етапу је завршио на шестом мјесту у спринту, у којем је побиједио Сем Валшајд и трку је завршио на осмом мјесту у генералном пласману, минут и по иза Мадса Педерсена. Дана 1. октобра возио је Тур де Венде класик, гдје је напао на 6  до циља и остварио је соло побједу, 20 секунди испред групе коју је одспринтао Жистен Жил, што му је била друга побједа на трци и друга у каријери. Четири дана касније возио је Париз—Бурж, гдје је завршио на петом мјесту у спринту, у којем је побиједио Руди Барбје. На крају сезоне возио је Париз—Тур класик, али га није завршио.

### 2018.
На крају 2017. године, Седрик Васеир је замијенио Ивона Санкјера на функцији генералног менаџера Кофидиса. Сезону 2018. почео је на Етоил де Бесеж трци, гдје је на другој етапи побиједио у спринту испред Брајана Кокара и преузео је лидерску мајицу. Хронометар на последњој, петој етапи, завршио је на четвртом мјесту, 25 секунди иза Галопена и трку је завршио на другом мјесту у генералном пласману, 15 секунди иза Галопена. Сезону је наставио на Тур де ла Провенс трци, гдје је пролог на отварању завршио на трећем мјесту, двије секунде иза Александера Женијеа, са истим временом као Силван Шаванел. На првој етапи, побиједио је у спринту испред Едуарда Микаела Гросуа, а затим је побиједио и на последњој, трећој етапи, испред Барбјеа и освојио је класификацију по поенима. У марту је возио Париз—Ницу, гдје је прву етапу завршио на трећем мјесту у спринту, иза Демара и Горке Изагиреа, након чега је пету етапу завршио на шестом мјесту, у спринту групе која је дошла на циљ четири секунде иза Жерома Кузена. Трку је напустио прије почетка осме етапе. Сезону је наставио на Милано—Санрему, гдје је завршио на 13 мјесту у спринту групе која је дошла на циљ одмах иза Винченца Нибалија и сви су добили исто вријеме. Недељу дана касније возио је Гент—Вевелгем, гдје је на циљ дошла велика група и у спринту је завршио на четвртом мјесту, иза Сагана, Елије Вивијанија и Демара. Сезону је наставио на Дварс дор Фландерену, који је завршио на 16 мјесту, у групи која је дошла на циљ два минута и 40 секунди иза Лампара, након чега је возио Ронде ван Фландерен, али није завршио. Недељу дана послије Рондеа возио је Париз—Рубе, гдје је отпао рано и завршио је скоро 13 минута иза Сагана.
Дана 15. априла возио је Тро бро Леон трку, гдје је напао на 6  до циља и остварио соло побједу, четири секунде испред Дамијена Годена. Сезону је наставио на Белгијум туру, гдје је у спринту на првој етапи завршио на шестом мјесту, а затим је побиједио на хронометру на трећој етапи, пет секунди испред Андреја Гривка и преузео је лидерску мајицу. Мајицу је изгубио на четвртој етапи, на којој су вожени успони, а у спринту на последњој етапи завршио је на другом мјесту, иза Кокара и трку је завршио на 48 мјесту у генералном пласману, као и на трећем мјесту у класификацији по поенима. Крајем маја возио је Тур де Луксембург, гдје је на првој етапи побиједио у спринту испред Алекса Кирша, чиме је остварио шесту побједу у сезони. У јулу је изабран за првог спринтера Кофидиса на Тур де Франсу а Буани је изостављен из тима. Прву етапу завршио је на петом мјесту у спринту, у којем је побиједио Фернандо Гавирија. Седму етапу је завршио на седмом мјесту у спринту, у којем је Дилан Груневеген побиједио, након чега је етапу 18 завршио на другом мјесту, иза Демара, што му је био најбољи пласман на некој етапи на Тур де Франсу. Последњу, етапу 21, завршио је на петом мјесту, а побиједио је Кристоф.
Био је дио тима Француске за Европско првенство, заједно са Кокаром, али није завршио трку. Почетком септембра је возио Гран при де Фурмје, гдје је завршио на петом мјесту, а у спринту је побиједио Паскал Акерман. Сезону је наставио на трци Около Словенска, гдје је пролог на отварању завршио на трећем мјесту, мање од секунде иза Јунгелса и Лампара. Трећу етапу је завршио на четвртом мјесту у спринту, у којем је побиједио Матео Пелуки, након чега је последњу, четврту етапу, завршио на трећем мјесту, иза Фабија Јакобсена и Пелукија. Дана 23. септембра возио је Гран при д’Исберг, гдје је отишао у бијег који је оформљен послије 50 километара, а у коме је било 28 возача. Послије више напада многи возачи су отпали и у првој групи остало је 11 возача, који су имали предност од 50 секунди испред прве групе пратилаца. Филип Жилбер и Лапорт су напали, али се Лапорту пробушила гума, док се Жилберу придружио Јохан ле Бон и стекли су 20 секунди предности. На 35 km до циља, Жилбер и Ле Бон су достигнути, а Лапорт је успио да се врати у групу након проблема са гумом и одмах је напао, што је пратио Жилбер. Њих двојица су возили заједно до краја, а на 200 метара до циља Жилбер је напао и побиједио, док је Лапорт завршио на другом мјесту, секунду иза. У финишу сезоне возио је Париз—Бурж, гдје је Валентен Мадуа напао на 2 km до циља; на циљу је скоро достигнут, али је и даље био испред групе, због чега је Лапорт почео да спринта рано како би га достигао, што је пратио Кокар и обишао га, али је Мадуа побиједио у фото финишу испред Кокара, док је Лапорт завршио на трећем мјесту. Његова сезона описана је као преломна и најбоља у каријери.

### 2019—2020.
Сезону 2019. почео је на Етоил де Бесеж трци, гдје је прву етапу завршио на петом мјесту у спринту, у којем је побиједио Кокар. На другој етапи је побиједио испред Клемента Вентуринија и преузео је лидерску мајицу са истим временом као Кокар, након чега је трећу етапу завршио на другом мјесту, иза Марка Сароа. На хронометру на последњој, четвртој етапи, побиједио је мање од секунде испред Тобијаса Лудвигсона и освојио је трку 16 секунди испред Лудвигсона уз освојену класификацију по поенима. У марту је возио Милано—Санремо који је завршио на 61 мјесту, преко минут иза Алафилипа који је побиједио у спринту прве групе. Дварс дор Фландерен је завршио на деветом мјесту, у групи која је дошла на циљ 19 секунди иза прве групе од пет возача у којој је Метју ван дер Пул побиједио. Ронде ван Фландерен поново није завршио, а Париз—Рубе је завршио на 33 мјесту, седам минута иза Жилбера. У јуну је возио Тур де Луксембург, гдје је побиједио на прологу испред Марсела Мејсена и узео је прву лидерску мајицу. Побиједио је и на првој етапи у спринту испред Жила, али је морао да напусти трку током треће етапе, док је и даље био лидер, због болести. У јулу је возио Тур де Франс, гдје је четврту етапу завршио на десетом мјесту у спринту, у којем је побиједио Вивијани. Током осме етапе је напустио трку због болести. Крајем августа возио је Тур ди Поату—Шарант, гдје је побиједио на првој етапи испред Матеа Малучелија, а затим и на другој испред Давидеа Чимолаија. На хронометру на четвртој етапи побиједио је 13 секунди испред Галопена, а пету етапу је завршио у групи, на 27 мјесту и освојио је трку 33 секунде испред Галопена, што му је била друга освојена етапна трка у каријери. Дана 15. септембра возио је Дуо Норманд трку у екипном хронометру за два возача и завршио је на другом мјесту у пару са Ентонијем Тиржисом, 40 секунди иза возача тима Ривал рединез. Три дана касније возио је Гран при де Валоније, гдје је завршио на шестом мјесту, изгубивши од Калмежана у спринту групе која је дошла на циљ четири секунде иза Кристса Нејландса и двије секунде иза групе од три возача. Сезону је наставио на Гран при д’Исбергу, гдје је Мадс Педерсен остварио соло побједу, а Лапорт је завршио на трећем мјесту, иза Дегенколба. Изабран је у тим Француске за друмску трку на Свјетском првенству, заједно са Алафилипом и Галопеном између осталих, али није завршио трку. Дана 6. октобра возио је Тур де Венде, гдје се у финишу одвојио заједно са Кокаром, Сароом и Беноом Коснефроом, а у спринту је завршио на другом мјесту, иза Сароа. Четири дана касније возио је Париз—Бурж, али га није завршио, након чега је завршио сезону.
На почетку 2020. Буани је отишао из тима, а дошао је Вивијани. Сезону је почео на  Вуелта а Сан Хуан трци у Аргентини, гдје је пао на првој етапи на 3,5 km до циља и морао је да напусти трку. Због повреда задобијених у паду морао је да оперише десни зглоб и било је предвиђено да паузира око мјесец дана. Због пандемије ковида 19 у марту је прекинута читава сезона у бициклизму, а трке су или одложене или отказане, због чега је паузирао до августа, када је возио Ла руте д’Окитаније. У септембру је возио Тур де Франс, гдје је радио за Вивијанија, а на седмој етапи, због успона и вјетра отпала је већина класичних спринтера и завршио је на четвртом мјесту у спринту, иза Ваута ван Арта, Едвалда Босон Хагена и Кокара. Послије Тур де Франса возио је Бинкбанк тур, гдје је трећу етапу завршио на седмом мјесту у спринту, у којем је побиједио Мадс Педерсен. На Шелдепрајсу је био лидер тима, гдје је због пада остао у другој групи и завршио је на 29 мјесту, пет секунди иза прве групе, у којој је Кејлеб Јуан побиједио у спринту. На крају сезоне возио је Дридагсе Бриж—Де Пане, гдје се на 82 km до циља, због јаког вјетра одвојила група од 20 возача. У последњем кругу је отпао и завршио је на 12 мјесту, минут и по иза Лампара.

### 2021.
Сезону 2021. почео је крајем јануара, на класику Гран при сајклисте ла Марсељеза, гдје је завршио на 34 мјесту, три минута и 20 секунди иза Орелина Паре Пентреа, који је побиједио у спринту прве групе. Три дана касније стартовао је Етоил де Бесеж, гдје је на првој етапи Буани напао у финишу, први врху кратког успона, Лапорт је једини пратио и побиједио га је у спринту, чиме је остварио прву побједу у сезони и узео је прву лидерску мајицу на трци. Другу етапу завршио је на петом мјесту у спринту, након чега је лидерску мајицу изгубио на трећој етапи, коју је завршио три минута иза Тима Веленса. Четврту етапу је завршио на другом мјесту, одспринтавши групу која је дошла на циљ 17 секунди иза Филипа Гане. Хронометар на последњој, петој етапи, завршио је на петом мјесту, 31 секунду иза Гане и завршио је на 16 мјесту у генералном пласману, три минута и десет секунди иза Веленса, уз освојену класификацију по поенима. Крајем фебруара возио је Омлоп хет Нијувсблад, који је завршио на 13 мјесту, а у спринту је побиједио Давиде Балерини. У марту је возио Париз—Ницу, гдје је на шестој етапи, чији је циљ био на благом успону, Примож Роглич напао на 300 метара до циља, Лапорт је кренуо за њим али није могао да га обиђе и завршио је на другом мјесту. Последњу, осму етапу, завршио је поново на другом мјесту, иза Магнуса Корт Нилсена. Сезону је наставио на Милано—Санрему, који је завршио на 22 мјесту, у групи која је дошла на циљ шест секунди иза прве групе, у којој је Јаспер Стојвен побиједио.
Дана 31. марта возио је Дварс дор Фландерен, гдје је завршио на другом мјесту, одспринтавши групу која је дошла на циљ 26 секунди иза Дилана ван Барлеа, који је напао на 50 km до циља и остварио соло побједу. Четири дана касније возио је Ронде ван Фландерен, гдје се одвојила група на другом прелазу преко успона Ауде кваремонт. На 27 km до циља Каспер Асгрен је напао, што је пратио Ван дер Пул, а затим им се придружио Ван Арт. Лапорт је остао у групи иза, није могао ни да прати нападе Ван Авермата и Стојвена и завршио је на 11 мјесту, последњем у групи која је дошла на циљ 47 секунди иза Асгрена, који је у спринту побиједио Ван дер Пула. Сезону је наставио на Брабантсе пајлу, гдје је Том Пидкок напао на око 50 km до циља, што су пратили Ван Арт и Матео Трентин. Лапорт је остао у групи иза, није могао да прати нападе других возача и завршио је на 17 мјесту, одспринтавши групу која је дошла на циљ 53 секунде иза Пидкока и Ван Арта. Дана 13. априла возио је Сиркуит де Валоније трку, гдје је побиједио у спринту испред Сароа и Лоренса Пичија, чиме је остварио другу побједу у сезони. Три дана касније возио је Тро бро Леон, гдје је завршио на деветом мјесту, у групи која је дошла на циљ 26 секунди иза Конора Свифта. Сезону је наставио на Тур де Свису, гдје је трећу етапу завршио на другом мјесту у спринту, иза Ван дер Пула, али је трку напустио прије почетка хронометра на седмој етапи. Био је лидер тима за спринт на Тур де Франсу, гдје је четврту етапу завршио на седмом мјесту, након чега је и етапу 13 завршио на седмом мјесту, а на обје је побиједио Кевендиш. На етапи 19 у бијег је отишло шест возача, који су стекли четири минута предности, а након пролазног спринта на 150 km до циља, из главне групе су почели возачи да нападају и одвојила се група од око 20 возача, у којој је био и Лапорт. Они су стигли до прве групе, а на 25 km до циља Мохорич је напао, што нико није пратио. Лапорт је напаао у финишу из групе иза, што је пратио Каспер Педерсен, али га је Лапорт побиједио на циљу и завршио је на другом мјесту.
У августу је возио Тур ди Лимузен, гдје је побиједио на првој етапи испред Доријана Годона и узео је прву лидерску мајицу. До краја ниједну етапу није завршио у првих десет и трку је завршио на 24 мјесту у генералном пласману, два минута иза Ворена Баргија. Сезону је наставио на Бенелукс туру, гдје је прву етапу завршио на десетом мјесту у спринту, у којем је побиједио Тим Мерлије, након чега је хронометар на другој етапи завршио на деветом мјесту, 29 секунди иза Стефана Бисежера и дошао је на шесто мјесто у генералном пласману. Четврту етапу је завршио на петом мјесту у спринту, након чега је последњу, седму етапу, завршио на четвртом мјесту, 22 секунде иза Мохорича који је остварио соло побједу и трку је завршио на 23 мјесту у генералном пласману, седам минута иза Колбрелија. Дана 15. септембра возио је Гран при де Валоније, гдје је побиједио у спринту испред Баргија, чиме је остварио четврту побједу у сезони. Четири дана касније возио је Ешборн—Франкфурт, гдје је завршио на седмом мјесту у спринту, у којем је побиједио Јаспер Филипсен. Изабран је у састав Француске за друмску трку на Свјетском првенству, заједно са Алафилипом, Коснефроом и Демаром. Трку није завршио, а Алафилип је освојио првенство другу годину заредом. Дана 3. октобра возио је Париз—Рубе, који је био помјеран са априла на октобар због пандемије ковида 19. На око 100 km до циља, Ван дер Пул је напао, што су пратили Колбрели, Матео Јоргенсен и Гијом Бовен, а касније их је достигао и Ван Арт. Лапорт је био у другој групи, одакле су такође нападали возачи, а у првој групи је Ван дер Пул напао на 70 km до циља, што је пратио Колбрели, а Ван Арт је отпао. Морао је да мијења бицикл, али је успио да се врати у групу, која је након тога достигла Ван Арта и завршио је на шестом мјесту, изгубивши у спринту од Лампара, што му је било први пут у каријери да је неки монументални класик завршио у првих десет. На крају сезоне возио је Париз—Тур, који је завршио на 54 мјесту, два и по минута иза Демара који је побиједио у спринту прве четворице возача.

### 2022.
Након осам година у Кофидису, 2022. је прешао у тим Јумбо—визма, са којим је потписао двогодишњи уговор. Сезону је почео на Кирн—Брисел—Кирну, гдје се након напада, на око 60  до циља, одвојила група од 17 возача у којој је био Лапорт са два сувозача. Они су стекли 45 секунди предности, али је предност пала на 11 секунди на 20 km до циља. Лапорт је напао на 17 km до циља, што су пратили Тако ван дер Хорн и Хонатан Нарваез, док је група достигла остале возаче. Њихова предност је смањена на пет секунди у финишу; На 300 метара до циља Лапорт је почео да спринта, али их је група стигла и Јакобсен је побиједио, док је Лапорт завршио на осмом мјесту. Почетком марта возио је Париз—Ницу, гдје је напао на првој етапи, на 5 km до циља заједно са сувозачима Ван Артом и Рогличем; завршили су 22 секунде испред главне групе, а побиједио је Лапорт и узео је прву лидерску мајицу. Послије етапе изјавио је да му је Ван Арт у последњем километру рекао да је побједа његова и да је одушевљен са поклон који су му дали. На другој етапи је завршио на трећем мјесту у спринту, радећи за Ван Арта, који је завршио на другом мјесту, иза Јакобсена. На трећој етапи је пао у последњих 500 метара, добио је исто вријеме као група, а Ван Арт је завршио на трећем мјесту у спринту и захваљујући секундама бонификације смањио је предност Лапорта у генералном пласману на секунду. Хронометар на четвртој етапи завршио је на 11 мјесту, 29 секунди иза Ван Арта и пао је на треће мјесто у генералном пласману, иза Ван Арта и Роглича. На петој етапи није могао да прати темпо групе, отпао је на око 37 km до циља, заједно са Ван Артом и изгубио је скоро 24 минута. У наставку трке је радио за Роглича, а посљедњу, осму етапу, напустио је прије успона како би се спремао за класике. Недељу дана касније возио је Милано—Санремо, гдје је Тадеј Погачар неколико пута нападао на успону Пођо ди Санремо и издвојила се група од седам возача, док је Лапорт остао иза и завршио је на 22 мјесту, минут иза Мохорича.
Дана 25. марта возио је Е3 Саксо банк класик, гдје је напао на 80 km до циља, заједно са Ван Артом и Тишом Бенотом, а пратили су их Стојвен, Асгрен, Мохорич и Стефан Кинг и достигли су бјегунце. Њима се придружило још десет возача на око 60  до циља, након чега је имао три сувозача у првој групи. На 42 km до циља, пратио је напад Ван Арта на успону Патеберг и стекли су предност испред осталих возача. Њих двојица су до краја радили заједно и повећавали предност; прошли су кроз циљ заједно, без борбе, а побиједио је Ван Арт. Два дана касније возио је Гент—Вевелгем, гдје је Ван Арт напао на успону Камелберг, што су пратили Лапорт, Асгрен, Серен Краг Андерсен, Мохорич и Мадс Педерсен, али нису радили сложно и група их је достигла. У финишу је напао заједно са Бинијамом Грмајем, Стојвеном и Дрисом ван Гестелом, а у спринту је завршио на другом мјесту, иза Грмаја. Дана 3. априла возио је Ронде ван Фландерен, гдје је био лидер тима заједно са Бенотом, док Ван Арт није возио због ковида 19. На другом прелазу преко успона Ауде кваремонт, на 54 km до циља Погачар је напао и одвојила се група од 12 возача, али их је достигла већа група. На 44 km до циља, Погачар је поново напао, што су пратили Мадуа, Ван дер Пул, Дилан ван Барле и Дилан Тунс. Лапорт је остао у групи иза и завршио је на деветом мјесту, 48 секунди иза Ван дер Пула који је побиједио у спринту испред Ван Барлеа. Сезону је наставио на Амстел голд рејсу, који је завршио преко 11 минута иза Михала Квјатковског, након чега је возио Париз—Рубе али га није завршио. У јуну је возио Критеријум ди Дофине, гдје је углавном радио за Ван Арта за спринт и Роглича за генерални пласман, а током последње, осме етапе, напустио је трку.
У јулу је возио Тур де Франс, гдје је трећу етапу завршио на шестом мјесту у спринту, а затим је четврту етапу завршио на трећем мјесту, изгубивши од Филипсена у спринту групе која је дошла на циљ осам секунди иза Ван Арта. На десетој етапи је био у бијегу у групи од 25 возача; након што је отпао достигла га је главна група, а затим је отпао и од ње и завршио је преко 13 минута иза Магнуса Корт Нилсен који је побиједио из бијега. На етапи 19, након што су достигнути бјегунци, напао је у последњем километру и побиједио је секунду испред групе коју је одспринтао Филипсен, што му је била прва побједа на Тур де Франсу у каријери. На последњој, 21 етапи, није учествовао у спринту, већ је заједно са сувозачима прошао кроз циљ минут иза групе, како би прославили Вингегорово освајање Тур де Франса. Сезону је наставио на Денмарк рунт трци, гдје је хронометар на другој етапи завршио на трећем мјесту, шест секунди иза Магнуса Шефилда и три секунде иза Матијаса Скјелмосеа и дошао је на треће мјесто у генералном пласману. На трећој етапи је предводио Олава Која за спринт, а затим наставио и сам да спринта и завршио је на другом мјесту, иза Која, а захваљујући секундама бонификације изједначио се са Шефилдом у генералном пласману. На последњој, петој етапи, Шефилд је напао на последњем успону, што је пратио Лапорт, а затим су кренули за њима још четири возача. Лапорт је у последњих 200 метара обишао Шефилда, побиједио на етапи и освојио је трку четири секунде испред Шефилда, уз освојену класификацију по поенима. Дана 9. септембра возио је Гран при сајклисте де Квебек, гдје је вожено 16 кругова по 12,6 km. Напао је заједно са Ван Артом и Погачарем на почетку посљедњег круга, али су достигнути, након чега је напала група од четири возача који су стекли десет секунди предности, али су достигнути на 5 km до циља. На 2 km до циља напао је Коснефроа, док је Лапорт отпао од групе и завршио је 27 секунди иза. Два дана касније возио је Гран при сајклисте де Монтреал, гдје је вожено 17 кругова, који су садржали успон Коте де Камилјен Уд. Радио је за Ван Арта а затим је отпао и завршио је преко 13 минута иза прве групе у којој је Погачар побиједио Ван Арта и освојио клссик. Изабран је у састав Француске за друмску трку на Свјетском првенству, гдје су поред осталих за Француску возили још Алафилип, Коснефроа, Мадуа и Ромен Барде. Квентин Паше из француског тима је напао на 75 km до циља и одвојила се мања група у којој је био и Лапорт и достигли су бјегунце. Након што је група возила на темпо неко вријеме, Ремко Евенепул је напао на 32 km до циља, што је пратио само Алексеј Луценко, а послије неколико километара отпао је и он и Евенепул је наставио да вози сам до циља. Друга група је достигла Луценка, али возачи нису радили сложно и њихов заостатак у односу на Евенепула се константно повећавао. Јан Тратник је напао у финишу, али је достигнут; група је на циљ дошла два минута и 20 секунди иза Евенепула, а у спринту је побиједио Лапорт испред Метјуза и освојио је сребрну медаљу. Послије првенства је изјавио да није очекивао да ће освојити медаљу јер није знао на којем мјесту је завршио кад је прешао линију циља. Дана 4. октобра возио је Бинш—Шиме—Бинш, гдје је напао на 12  до циља, што је пратио само Расмус Тилер. Возили су заједно и стекли су предност испред групе, а на секцији калдрме у последњем километру, Лапорт је поново напао и остварио соло побједу, три секунде испред Тилера. Пет дана касније возио је Париз—Тур, што му је била последња трка у сезони и завршио је на 39 мјесту, шест секунди иза прве групе од 36 возача која је дошла на циљ, а у којој је побиједио Демар. Током сезоне остварио је укупно пет побједа. Изјавио је да је најважнија ствар коју је научио у тиму да не лимитира своје амбиције.

### 2023.
Сезону 2023. почео је крајем фебруара, на Викенду отварања, гдје је на Омлоп хет Нијувсбладу Ван Барле напао на 28 km до циља и остварио је соло побједу, док је Лапорт завршио на трећем мјесту, изгубивши у спринту од Арноа де Лија у групи која је дошла на циљ 20 секунди иза Ван Барлеа. Дан касније возио је Кирн—Брисел—Кирн. Након што су бјегунци достигнути, возачи тима Јумбо—визма су возили на чело групе, Лапорт је био на четвртом мјесту, а затим је успорио и три његова сувозача су стекла предност на 83 km до циља. Њима су се придружила још три возача, док је Лапорт остао у другој групи, гдје је неколико тимова радило на темпо. Група је дошла на циљ 43 секунде иза Бенота, а Лапот је побиједио у спринту и завршио је на шестом мјесту. Сезону је наставио на Милано—Санрему, гдје су се на успону Пођо ди Санремо издвојили Ван Арт, Ван дер Пул, Погачар и Гана. Ван дер Пул је остварио соло побједу послије новог напада, а Лапорт је завршио на 13 мјесту, у групи која је дошла на циљ 32 секунде иза, завршивши у спринту иза Балеринија. Дана 24. марта возио је Е3 Саксо банк класик, гдје је Ван дер Пул напао на успону Таленберг, на 80 km до циља, што је одмах пратио Ван Арт, а затим су им се придружили Погачар, Натан ван Хојдонк, Мохорич и Краг Андерсен, док је Лапорт остао у главној групи и завршио је три и по минута иза Ван Арта који је побиједио у спринту испред Ван дер Пула и Погачара. Два дана касније возио је Гент—Вевелгем, гдје је отишао у бијег на 70 km до циља заједно са још 20 возача, а након што су достигнути, пратио је напад Ван Арта на успону Кемелберг на 50 km до циља, одвојили су се од групе и брзо су стекли десет секунди предности. До краја су само повећавали предност, а на последњем прелазу преко успона Кемелберг Лапорт није могао да прати темпо, због чега је Ван Арт успорио како би га сачекао. Они су на циљ дошли заједно, минут и 56 секунди испред групе, а Ван Арт је препустио побједу Лапорту, који је тако постао први француски побједник трке послије Филипа Гомона 1997. Изјавио је да му се остварио сан освајањем класика, док су Ван Арта критиковали Том Бонен, Еди Меркс и Јохан Мусеув због препуштања побједе. Сезону је наставио на Дварс дор Фландерену, гдје је Бенот напао на 53 km до циља, што су пратили Нилсон Паулес и Квинтен Херманс, а затим их је достигла група од пет возача у којој је био и Лапорт. Стекли су предност од 40 секунди испред главне групе и смањили заостатак на 45 секунди иза три возача која су била у бијегу. Леон Хајншке је отпао из бијега, а након што су достигнути Ојер Лазкано и Кристоф, Микел Оноре је напао на 6  до циља, што је одмах пратио Бенот, а затим је Мадуа предводио остатак групе до њих. На 4 km до циља, Лапорт је напао, што нико није пратио, гледали су се међусобно, а на 2 km до циља напали су Лазкано и Паулес. Лапорт је до циља повећавао предност и побиједио је 16 секунди испред Лазкана и Паулеса, које је на циљу скоро достигла главна група, која је достигла све друге возаче. Дана 2. априла возио је Ронде ван Фландерен. На другом прелазу преко успона Ауде кваремонт, на око 55 km до циља, Погачар је напао, што нико из групе није пратио и смањио је заостатак иза бјегунаца. Лапорт га је први достигао, а затим Ван Арт и Ван дер Пул, након чега је Погачар поново напао на успону Копенберг, на 40  до циља, што су пратили само Ван Арт и Ван дер Пул. Лапорт није могао да прати ни друге возаче и завршио је на 14 мјесту, преко пет минута иза Погачара. Недељу дана касније возио је Париз—Рубе, гдје је Ван Арт напао на сектору 20, на 100  до циља, што је пратило пет возача, Лапорту се пробушила гума на 92 km до циља, због чега је заостао иза водеће групе, у којој је било 13 возача. Лапорт,  Ван Хојдонк и Флоријан Вермеш су возили заједно покушавајући да достигну водеће, али су губили вријеме, достигли су неколико возача и у спринту је завршио на десетом мјесту, четири минута иза Ван дер Пула. Послије трке продужио је уговор са тимом до краја 2026. иако је имао неколико понуда од стране француских тимова.
У јуну је возио Критеријум ди Дофине, гдје је на првој етапи Руне Херегодтс био у бијегу до краја, Лапорт је почео да спринта на 100 метара до циља, претекао Херегодтса скоро на циљ и побиједио је, чиме је узео прву лидерску мајицу. На другој етапи, Алафилип је напао на 500 метара до циља, пратио је Ричард Карапаз, а затим Лапорт и остали возачи из групе и у спринту је завршио на четвртом мјесту, иза Алафилипа, Карапаза и Натнаела Тесфациона. На трећој етапи је побиједио у спринту испред Бенета и Груневегена, који су затим деградирани на два последња мјеста у групи због опасног спринта. Његова побједа је описана као неочекивана јер је спринтао против класичних спринтера, за које се сматра да су бржи. Хронометар на четвртој етапи завршио је на 21 мјесту, минут и 50 секунди иза Микела Бјерга и пао је на 12 мјесто у генералном пласману. На петој етапи је радио за Јонаса Вингегора, био је на чело до почетка последњег успона када је отпао и завршио је преко 11 минута иза Вингегора који је побједом на етапи преузео лидерску мајицу. На етапи је носио зелену мајицу, за лидера класификације по поенима, о чему је изјавио: „није приоритет, али ако могу да је сачувам до краја, зашто да не?“ Последњу, осму етапу, завршио је скоро 30 минута иза Ђулиа Чиконеа и трку је завршио на 89 мјесту у генералном пласману, уз освојену класификацију по поенима. У јулу је возио Тур де Франс, гдје је радио за Вингегора. На петој етапи је отишао у бијег заједно са још 30 возача, гдје је провео преко 70 километара, након чега је отпао на успонима, а затим је отпао и од главне групе и завршио је преко 20 минута иза Џаја Хиндлија који је побиједио. На етапи 19, предност бјегунаца је пала на 40 секунди на 75 km до циља, а на пролазном циљу су спринтери у главној групи спринтали за бодове иза бјегунаца и одвојили се од групе, а затим наставили да возе како би достигли бјегунце; у групи је било око 30 возача, међу којима је био и Лапорт, као и Филипсен, Ван дер Пул, Алберто Бетиол, Груневеген, Мохорич, Асгрен и Сајмон Кларк. На последњем успону, на око 40 km до циља, из групе је напао Асгрен, што су пратили Бен о Конор и Мохорич и брзо су стекли 20 секунди предности. Возачи у другој групи нису хтјели да раде сложно јер нису хтјели да Филипсен дође са њима на циљ и предност се повећала на 30 секунди на 3 km до циља. У спринту водеће групе побиједио је Мохорич, а Лапорт је завршио на шестом мјесту, иза Филипсена и Педерсена. На последњој, етапи 21, није учествовао у спринту, прошао је са сувозачима кроз циљ минут иза групе, како би прославили што је Вингегор освојио Тур де Франс другу годину заредом и носио је Ван Артов број, јер је Ван Арт напустио трку раније због рођења дјетета.
Послије освајања сребрне медаље на Свјетском првенству 2022. био је један од фаворита за побједу на првенству 2023. које је вожено у августу, али му је током трке пукла гума, није могао да се врати у водећу групу и напустио је првенство. Почетком септембра возио је Бретање класик, који је завршио на 75 мјесту, скоро девет минута иза Мадуе. Дана 8. септембра возио је Гран при сајклисте де Квебек, гдје је на циљ дошла велика група. Бенот га је спроводио за спринт на 500 метара до циља, али након што су други возачи кренули да спринтају није могао да прође и завршио је на шестом мјесту, а побиједио је Де Ли. Два дана касније возио је Гран при сајклисте де Монтреал, гдје је отпао након напада на успону и завршио је три и по минута иза Адама Јејтса. Дана 24. септембра возио је друмску трку на Европском првенству, гдје је напао на 12  до циља, што нико није пратио. У последњих шест километара одржавао је десет секунди предности, а у последњем километру је Де Ли радио за Ван Арта, што је пратио само Кој. Достигли су га на 100 метара до циља, Ван Арт је покушао да га обиђе, али је Лапорт убрзао и побиједио је испред Ван Арта, док је њихов сувозач из тима Јумбо—визма — Олав Кој, завршио на трећем мјесту. Сезону је наставио на Лото фамене Ардене класику, гдје је завршио на четвртом мјесту у спринту, иза Де Лија, Кејдена Гроувса и Флоријана Сенешала. Два дана касније возио је Спаркасен минстерланд Ђиро, гдје се послије 30 километара одвојила велика група возача у којој је био и Лапорт. У последњих 20 километара у водећој групи је остало десет возача, а на 4,6 km до циља је напао, што је пратио Нилс Екхоф. Они су достигнути на 3,2 km до циља, након чега је напао његов сувозач Пер Странд Хагенс, што нико није пратио. Хагенс је побиједио 17 секунди испред групе, док је Лапорт завршио на петом мјесту, изгубивши у спринту од Гроувса, Педерсена и Екхофа. На крају сезоне завршио је Париз—Тур на шестом мјесту, одспринтавши групу која је дошла на циљ девет секунди иза Рајлија Шијана. Добио је награду Вело д’Ор франсез, за најбољег француског бициклисту за 2023. а трофеј под називом Бернар Ино који се додјељује добитнику награде, уручен му је у октобру.

### 2024.
Сезону 2024. почео је на Омлоп хет Нијувсбладу, гдје је тим Визма—лејз а бајк раздвојио групу јаким темпом на 100  до циља и у главној групи је остало 30 возача, који су достигли бјегунце. На успону Волвенберг, на 50 km до циља, одвојила се група од седам возача, у којој је био Лапорт заједно са сувозачима Ван Артом и Јоргенсеном. На 21 km до циља, Јоргенсен је напао, док је групу достигло још возача. Јоргенсен је достигнут на успону Босберг, након чега је Тратник напао на 9 km до циља, што је пратио Полит. Они су стекли 40 секунди предности, док је у групи Лапорт само пратио друге возаче и завршио је на петом мјесту, у групи која је дошла осам секунди иза Тратника и Полита, а у спринту је завршио иза Ван Арта и Насена. Дан касније возио је Кирн—Брисел—Кирн, гдје је Ван Арт напао на 85 km до циља, што су пратили само Веленс и Лазкано. Лапорт је остао у другој групи, пратио је друге возаче и реаговао на нападе, а затим је одспринтао групу и завршио је на четвртом мјесту, минут и 20 секунди иза водеће тројице, гдје је Ван Арт побиједио у спринту. Почетком марта возио је Страде Бјанке по први пут. Погачар је напао на 81 km до циља, што нико није могао да прати и послије пет километара стекао је минут и по предности, након чега је тим Инеос гренадирс изашао да ради на чело групе. Максим ван Гилс је напао на 40 km до циља, а затим је Томс Скујинш напао на 27 km до циља, што је пратио Шефилд, док је Лапорт остао у групи заједно са Атилом Валтером. Шефилд је достигнут, након чега је Пидкок напао на 18 km до циља, а затим су нападали и други возачи, Лапорт није могао да прати и завршио је на десетом мјесту, преко пет минута иза Погачара. Дана 18. марта возио је Милано—Санремо, гдје је отпао на успону Капо Берта, на 40  до циља, а затим је напустио трку. Из тима су послије трке изјавили да је био болестан и да се осјећао лоше већ током првог успона. Због болести је морао да пропусти Е3 саксо банк и Гент—Вевелгем, а затим је објављено да се није довољно опоравио од стомачног вируса и да ће пропустити такође Ронде ван Фландерен. Такмичењу се вратио почетком априла, на Париз—Рубеу, гдје је био лидер тима заједно са Ван Барлеом, након што је Ван Арт пао на Дварс дор Фландерену и морао је да пропусти трку. На првом сектору калдрме му се пробушила гума, због чега је отпао из групе. До краја није успио да се врати у водећу групу и завршио је на 25 мјесту, шест и по минута иза Ван дер Пула који је остварио соло побједу након напада на 60 km до циља.
У мају је возио Ђиро д’Италију по први пут, гдје је ушао као замјена за Ван Арта који се није опоравио на вријеме од пада на Дварс дор Фландерену. Циљ тима био је да оствари што више етапних побједа, прије свега у спринту са Којом, а Лапорт је требало да буде његов главни лид аут возач, као и да се сам бори за побједе на одређеним етапама. На првих неколико етапа је радио за Која, који је двије етапе завршио у првих десет у спринту, а на петој етапи је пао на пролазном циљу, повриједио се и етапу је завршио међу последњима, десет минута иза групе. Прије почетка осме етапе је напустио трку јер се није довољно опоравио од пада. У јулу је возио Тур де Франс, гдје је радио за Вингегора који је покушавао да освоји трећи пут заредом. Није ишао у бијег ни на једној етапи, у спринту је радио за Ван Арта, пет етапа је завршио у првих 50, а најбољи резултат који је остварио било му је 16 мјесто на етапи 13, када је у спринту Филипсен побиједио испред Ван Арта. Тур је завршио на 84 мјесту у генералном пласману, док је Вингегор завршио на другом мјесту, иза Погачара. Дана 3. августа изабран је у тим Француске за друмску трку на Олимпијским играма, заједно са Алафилипом, Мадуом и Вокеленом. На 72 km до циља, на успону Коте де Бевре, Евенепул је напао , али је група пратила, након чега је Евенепул напао поново на успону Коте ди Пав де Гарде, на 67 km до циља, што су пратили Јоргенсен и Бетиол, док је Кинг радио на челу групе и достигли су га. Полит је напао на 57 km до циља, што су пратили Мадуа и још четири возача; Евенепул и Стојвен су предводили групу до њих, али су успорили и они су стекли 25 секунди предности. Њихова предност се повећала на минут, након чега су у групи почели да раде Бенот и Скјелмосе, за Белгију и Данску, док је Лапорт само пратио друге возаче јер је Мадуа био у првој групи. Евенепул је напао на 38 km до циља, што нико није могао да прати и брзо је достигао групу испред, затим је возио на темпо и отпали су сви осим Мадуа, који је отпао након што је Евенепул напао на 15 km до циља.  У другој групи су радили Јоргенсон, Тратник, Кинг, Скујинш, Валтер и Марко Халер, док је Лапорт возио на зачељу и није их мијењао. Евенепул је побиједио, Мадуа је завршио на другом мјесту, док је група од седам возача дошла на циљ минут и 16 секунди иза Евенепула и пет секунди иза Мадуе, а у спринту је побиједио Лапорт и освојио сребрну медаљу. Медаље које су освојили Мадуа и Лапорт биле су прве за Француску у друмској трци од Игара 1956. када је Арно Гејре освојио сребрну медаљу.
Крајем августа возио је Реневи тур, гдје је хронометар на другој етапи завршио на седмом мјесту, 23 секунде иза Алека Сегарта и дошао је на шесто мјесто у генералном пласману. На четвртој етапи завршио је на другом мјесту у спринту, иза Филипсена и захваљујући секундама бонификације дошао је на пето мјесто у генералном пласману. Последњу, пету етапу, завршио је на деветом мјесту, 41 секунду иза Де Лија који је остварио соло побједу и завршио је на четвртом мјесту у генералном пласману, 51 секунду иза Веленса. Недељу дана касније возио је Бемер сајкласик, гдје је завршио на 48 мјесту у спринту радећи за Која, који је освојио класик. Изабран је у тим Француске за друмску трку на Европском првенству, заједно са Демаром. На 113 km до циља Ван дер Пул је напао, што су пратили Трентин и Теунисен и достигли су бјегунце, али их је група брзо достигла све.  Ван дер Пул је напао поново на 87 km до циља, што су прво пратили Трентин и Бјерг, а затим их је достигло још возача, али их је главна група поново достигла. На 55 km до циља је напао Педерсен, што су пратили Ван дер Пул, Лапорт и Ван Попел, који су стекли преко 20 секунди предности, али је на челу групе радио Едоардо Афини за Италију и њихова предност се смањивала. Достигнути су на 26 km до циља, након чега су неколико пута нападали Краг Андерсен и Асгрен, али их је група достизала. Лапорт је био иза Италијана и Белгијанаца и у спринту је завршио на деветом мјесту, а побиједио је Мерлије. Сезону је наставио на Тур де Луксембургу, гдје је циљ прве етапе био на благом успону. Након што су бјегунци достигнути, тим Алпесин—декунинк је радио на челу групе; Келдерман је изашао на чело за Лапорта на 500 метара до циља, а на 300 метара до циља је Ван дер Пул почео да спринта. Лапорт је кренуо за њим али није могао да га обиђе и завршио је на другом мјесту. На другој етапи, бјегунци су достигнути на 4,3 km до циља, након чега је Хуан Ајусо напао на успону, али је брзо достигнут. На циљ је дошла велика група, Педерсен је почео први да спринта и побиједио је испред Ван дер Пула, док је Лапорт завршио на четвртом мјесту и остао је на другом мјесту у генералном пласману, десет секунди иза Ван дер Пула. У наставку је губио вријеме, а на последњој, петој етапи, напустио је трку.

## Стил вожње
Познат је као комплетан возач, који је првенствено универзалнији спринтер, који може да се бори за побједе и на успонима, а такође је добар и у вожњи на хронометар. Након што је дошао у тим Јумбо—визма 2022. постао је један од најбољих возача на класицима, о чему је изјавио да су многе ствари другачије него у Кофидису, да иду два пута у висинске кампове за тренинг на успонима, као и да имају апликацију која рачуна нутритивне вриједности свега што једу.

## Приватни живот
Са партнерком Марион Сенглен има два сина, који се зову Марло и Били. Нису вјенчани и живе у грађанској заједници.

## Резултати на тркама

### Резултати на гранд тур тркама
| Гранд тур трке  | 2015. | 2016. | 2017. | 2018. | 2019. | 2020. | 2021. | 2022. | 2023. | 2024. |
| --------------- | ----- | ----- | ----- | ----- | ----- | ----- | ----- | ----- | ----- | ----- |
| Ђиро д’Италија  | —     | —     | —     | —     | —     | —     | —     | —     | —     |       |
| Тур де Франс    | 127   | 157   | 133   | 124   |       | 107   | 91    | 74    | 80    | 84    |
| Вуелта а Еспања | —     | —     | —     | —     | —     | —     | —     | —     | —     | —     |

### Резултати на главним етапним тркама
| Етапне трке          | 2015. | 2016. | 2017. | 2018. | 2019. | 2020. | 2021. | 2022. | 2023. | 2024. |
| -------------------- | ----- | ----- | ----- | ----- | ----- | ----- | ----- | ----- | ----- | ----- |
| Париз—Ница           | —     |       |       |       |       | —     | 65    |       | —     | —     |
| Тирено—Адријатико    | —     | —     | —     | —     | —     | —     | —     | —     | —     | —     |
| Вуелта а Каталуња    | —     | —     | —     | —     | —     |       | —     | —     | —     | —     |
| Вуелта ал Паис Баско | —     | —     | —     | —     | —     | —     | —     | —     | —     |       |
| Тур де Романди       | —     | —     | —     | —     | —     | —     | —     | —     | —     |       |
| Критеријум ди Дофине | 123   |       | —     | —     | —     | —     | —     |       | 89    | —     |
| Тур де Свис          | —     | —     | —     | —     | —     |       |       | —     | —     | —     |

### Резултати на класицима
| Монументални класици           | 2014. | 2015. | 2016. | 2017. | 2018. | 2019. | 2020. | 2021. | 2022. | 2023. | 2024. |
| ------------------------------ | ----- | ----- | ----- | ----- | ----- | ----- | ----- | ----- | ----- | ----- | ----- |
| Милано—Санремо                 | —     | 129   | 85    | 30    | 13    | 61    | 102   | 22    | 22    | 13    |       |
| Ронде ван Фландерен            | —     | —     | —     |       |       |       | 82    | 11    | 9     | 14    | —     |
| Париз—Рубе                     | 103   | —     | 20    | 39    | 68    | 33    |       | 6     |       | 10    | 25    |
| Лијеж—Бастоњ—Лијеж             | —     | —     | —     | —     | —     | —     | —     | —     | —     | —     | —     |
| Ђиро ди Ломбардија             | —     | —     | —     | —     | —     | —     | —     | —     | —     | —     |       |
| Остали класици                 | 2014. | 2015. | 2016. | 2017. | 2018. | 2019. | 2020. | 2021. | 2022. | 2023. | 2024. |
| Кадел Еванс рејс               | —     | —     | —     | —     | —     | —     | —     | —     | —     | —     | —     |
| Омлоп хет Нијувсблад           | —     |       | 91    |       | —     | 31    | —     | 13    | —     | 3     | 5     |
| Страде Бјанке                  | —     | —     | —     | —     | —     | —     | —     | —     | —     | —     | 10    |
| Класик Бриж—Де Пане            | —     | —     | —     | —     | —     | —     | 12    | —     | —     | —     | —     |
| Е3 Саксо банк                  | —     | —     | —     | —     | —     |       |       | —     | 2     | 23    | —     |
| Гент—Вевелгем                  | —     |       |       | 15    | 4     | 39    |       | 78    | 2     | 1     | —     |
| Дварс дор Фландерен            | —     |       | 16    | 49    | 16    | 9     |       | 2     | —     | 1     | —     |
| Амстел голд рејс               | —     | —     | —     | —     | —     | —     |       | —     | 109   | —     | —     |
| Флеш Валон                     | —     | —     | —     | —     | —     | —     | —     | —     | —     | —     | —     |
| Ешборн—Франкфурт               | —     | —     | —     | —     | —     | —     | —     | 7     | —     | —     | —     |
| Класика де Сан Себастијан      | —     | —     | —     | —     | —     | —     | —     | —     | —     | —     | —     |
| Хамбург сајкласик              | —     | —     | —     | 25    | —     | —     | —     | —     |       | —     | 48    |
| Бретање класик                 | —     | —     |       |       | 17    |       | —     | —     | —     | 75    | —     |
| Гран при сајклисте де Квебек   | —     | —     | —     | —     | —     | —     |       |       | 39    | 6     | —     |
| Гран при сајклисте де Монтреал | —     | —     | —     | —     | —     | —     | 75    | 28    | —     |       |       |
| Кирн—Брисел—Кирн               | —     |       | —     | 85    | —     | —     | —     | 76    | 8     | 6     | 4     |
| Брабантсе пајл                 | —     | —     | —     | —     | —     | —     | —     | 17    | —     | —     | —     |
| Тро бро Леон                   | —     |       | 13    |       | 1     | 45    | —     | 9     | —     | —     | —     |
| Гран при де Валоније           |       | 3     | 67    | —     | —     | 6     | —     | —     | —     | —     | —     |
| Шелдепрајс                     | —     | —     | —     | —     | —     | —     | 29    | —     | —     | —     | —     |
| Париз—Тур                      |       | 44    | 112   |       | 72    | —     | —     | 54    | 39    | 6     |       |
| Супер 8 класик                 | —     | —     | —     | —     | —     | —     | —     | —     | —     | 42    | —     |
| Спаркасен минстерланд Ђиро     | —     | —     | —     | —     | —     | —     | —     | —     | —     | 5     | —     |

### Резултати на Олимпијским играма
| Олимпијске игре     | 2016. | 2020. | 2024. |
| ------------------- | ----- | ----- | ----- |
| Друмска трка        | —     | —     | 3     |
| Вожња на хронометар | —     | —     | —     |

### Резултати на Свјетском првенству
| Свјетско првенство у друмској вожњи | 2014. | 2015. | 2016. | 2017. | 2018. | 2019. | 2020. | 2021. | 2022. | 2023. | 2024. |
| ----------------------------------- | ----- | ----- | ----- | ----- | ----- | ----- | ----- | ----- | ----- | ----- | ----- |
| Друмска трка                        | —     | —     |       | —     | —     |       | —     |       | 2     |       |       |
| Вожња на хронометар                 | —     | —     | —     | —     | —     | —     | —     | —     | —     | —     | —     |

### Резултати на Европском првенству
| Европско првенство у друмској вожњи | 2014.             | 2015.             | 2016. | 2017. | 2018. | 2019. | 2020. | 2021. | 2022. | 2023. | 2024. |
| ----------------------------------- | ----------------- | ----------------- | ----- | ----- | ----- | ----- | ----- | ----- | ----- | ----- | ----- |
| Друмска трка                        | Није организовано | Није организовано | —     | —     | —     |       | —     | —     | —     | 1     | 9     |
| Вожња на хронометар                 | Није организовано | Није организовано | —     | —     | —     | —     | —     | —     | —     | —     | —     |

### Резултати на националном првенству
| Првенство Француске | 2013. | 2014 | 2015. | 2016. | 2017. | 2018. | 2019. | 2020. | 2021. | 2022. | 2023. | 2024. |
| ------------------- | ----- | ---- | ----- | ----- | ----- | ----- | ----- | ----- | ----- | ----- | ----- | ----- |
| Друмска трка        | —     | 88   |       |       | 48    | 17    | 30    | 7     |       | —     | —     | 18    |
| Вожња на хронометар | 26    | —    | —     | —     | —     | —     | —     | —     | 5     | —     | —     | —     |

| — | Није учествовао |
|   | Није завршио    |
|   | Није одржано    |